# Работа ног
«Работа ног» (англ. Leg Work) — американский 10-серийный полицейский телесериал, шедший на канале CBS в 1987 году.

## Сюжет
Действие происходит в Нью-Йорке, главная героиня — частный детектив Клэр МакКаррон (Маргарет Колин), бывшая помощница окружного прокурора.
В своей работе она полагается на свою лучшую подругу Вильгельмину ‘Вилли’ Пайпал (Фрэнсис Макдорманд), помощницу окружного прокурора Манхэттена, и помощь своего брата Фреда, лейтенанта полиции, сотрудника по связям с общественностью полиции Нью-Йорка.
Она гарантирует клиентам результат и берёт 500 долларов в день плюс расходы, и хотя она отлично расследует дела, но плохо справляется с личными финансами и большую часть времени изо всех сил пытается свести концы с концами — выглядеть успешной адвокатшей непросто: дорогая квартира на Манхэттене, офис в Бруклине, модная одежда и дизайнерские мини-юбки, склонность к чрезмерным тратам по кредитным картам — заставляют её одновременно с расследованиями жонглировать своими кредиторами, живя не по средствам…
Клэр — дочь честного полицейского, от которого она унаследовала лишь редкую коллекцию моделей поездов и страсть к расследованиям. И всё, что у неё есть своего — только собака по кличке Клайд, и серебристый кабриолет «Porsche 911», подаренный клиентом за первое дело. Но машина почти всегда нуждается в ремонте, и Клэр должна много ходить пешком, чтобы достичь своих целей (отсюда и название сериала). Бегая по городу она часто питается вне дома, но эти и хорошо: ведь единственные два блюда, которые она может приготовить — это овсяное печенье с изюмом и курица в вине. Когда дело требует работы мысли Клэр прибегает к приготовлению печенья… и приступает к расследованиям.

## В ролях
Основной состав (все 10 эпизодов):
- Маргарет Колин — Клэр МакКэррон
- Фрэнсис Макдорманд — Вилли Пайпал
- Патрик Джеймс Кларк — Фред МакКэррон

В отдельных эпизодах: Лиза Бейнс, Элизабет Берридж, Дебора Раш, Виктор Арго, Дэн Батлер, Морин О’Салливан, Мариса Томей и другие.

## О сериале
Сериал был своеобразным продолжением сериала «Фоли-сквер», в котором Маргарет Колин играла помощника окружного прокурора. Ещё до выхода проект оценивался телекритиками как перспективный — с прочной предпосылкой, привлекательными персонажами, хорошими, простыми историями близкими к реальной жизни, без экшена и стрельбы, драк, сложных трюков, погонь и «крутых парней» из обычных полицейских сериалов.

«Работа ног», с очаровательной актрисой Маргарет Колин, в том, что кажется одночасовым комедийно-драматическим продолжением её комедийного сериала 1986 года «Фоли-сквер». По правде говоря, «Работа ног», несмотря на его сексистское название и несколько злобный тон, является лучшим и ярким из новых сериалов CBS.
Оригинальный текст (англ.)Leg Work, with a charming actress, Margaret Colin, in what seems to be a one-hour, comedy/drama extension of her flop 1986 lawyer sitcom, Foley Square. Truth to tell, Leg Work, despite its sexist title and somewhat leering tone, is the best and brightest of CBS' new series. 
— Sun Sentinel, 1987
Однако, в то же время ещё до его премьеры сериала критики предрекали ему неудачу из-за конкуренции в тот же временной слот вечера субботы с успешным сериалом канала NBC «Золотые девочки», что и вышло — рейтинги были низкими, из снятых десяти эпизодов сериала только шесть вышли в эфир и сериал был отменён, оставшиеся четыре эпизода транслировались по кабельной сети.